# Анрі Пле
Анрі Пле (фр. Henri Plée; 24 травня 1923, Аррас — 19 серпня 2014, Париж) — французький майстер бойових мистецтв, вважається «батьком європейського та французького карате». Один із небагатьох майстрів, які здобули 10-й дан з карате за межами Японії.

## Біографія
Народився в Аррасі, Франція. З дитинства займався гімнастикою, важкою атлетикою, французьким саватом, англійським боксом, греко-римською боротьбою, дзюдзюцу та фехтуванням під керівництвом свого батька, майстра фехтування з 1912 року. У 1945 році почав займатися дзюдо в «Judo Club de France». У 1949 році отримав 1-й дан з дзюдо, ставши 96-м французом, який досяг цього рівня.
У 1955 році заснував свій додзьо в Парижі на вулиці Монтань-Сент-Женев'єв, де викладав чотири основні японські бойові мистецтва: карате, дзюдо, айкідо та кендо. Цей додзьо став першим у Європі, де навчали всім цим мистецтвам одночасно.

## Внесок у розвиток карате
Анрі Пле був піонером у впровадженні карате в Європі. У 1950-х роках він запросив до Франції японських майстрів для популяризації цього бойового мистецтва. Серед його учнів були багато видатних європейських майстрів карате, зокрема Жан-П'єр Лаворато, Роланд Хаберсетцер, Ален Сетрук, Гі Совен, Франсуа Петідеманж.
Пле також був редактором першого французького журналу про бойові мистецтва «Judo Kodokan-Budo Magazine» з 1950 по 1973 рік. Його «Хроніки бойових мистецтв» публікувалися в спеціалізованій пресі понад двадцять років.

## Звання та нагороди
- 10-й дан з карате (присвоєний в Японії)
- 5-й дан з дзюдо
- 3-й дан з айкідо
- 1-й дан з кендо
- Рицар Ордену Почесного легіону (Франція)
- У 1999 році визнаний «Учителем століття» на 14-му фестивалі бойових мистецтв у Берсі

## Спадщина
Анрі Пле залишив значний слід у світі бойових мистецтв, особливо в Європі. Його внесок у розвиток та популяризацію карате зробив його однією з ключових фігур у цій сфері. Його додзьо в Парижі, відоме як «Dojo de la Montagne Sainte-Geneviève», стало центром навчання для багатьох майстрів і продовжує функціонувати до сьогодні.